# Rubukona svetlanae
Rubukona svetlanae is een vlinder uit de familie wespvlinders (Sesiidae), onderfamilie Sesiinae.
Rubukona svetlanae is voor het eerst wetenschappelijk beschreven door Fischer in 2007. De soort komt voor in het Afrotropisch gebied.